# سندی بکر
سندی بکر (انگلیسی: Sandy Becker؛ ۱۹ فوریه ۱۹۲۲ – ۹ آوریل ۱۹۹۶) کمدین، صداپیشه و بازیگر اهل ایالات متحده آمریکا بود.
از فیلم‌ها یا مجموعه‌های تلویزیونی که وی در آن‌ها نقش داشته است، می‌توان به گربه کلوندایک و توتو لاک‌پشت اشاره نمود.